# Jordi Miarnau i Banús
Jordi Miarnau i Banús   (Reus, 1942 - Barcelona, 12 d'octubre de 2020) va ser un empresari i promotor social i cultural, molt vinculat al camp de Tarragona.
Fill de Joan Miarnau Ciurana, va ser president del grup COMSA, fundat pel seu avi Josep Miarnau Navàs en 1891, dedicat a la construcció d'infraestructures ferroviàries. Va transformar l'empresa, assumint la codirecció de la companyia l'any 1958, després d'acabar els estudis d'enginyer industrial. El seu germà Josep dirigia l'àrea comercial. Una de les seves aportacions va consistir en dirigir les obres pel canvi automàtic de via en la unió de la xarxa ferroviària espanyola i europea, i l'any 1982 va posar en marxa el tren de renovació ràpida (TRR), que permetia canviar de carril sense parar-se, usant un mecanisme dissenyat pels enginyers de l'empresa. Va participar activament en la modernització de les xarxes ferroviàries de l'estat i en la construcció de la primera línia de l'AVE.
Va col·laborar en projectes solidaris a través de la Fundació de L'Escola Internacional del Camp (FEIC), de la que va ser patró. El 2002 va rebre la Creu de Sant Jordi en reconeixement del conjunt d'una valuosa trajectòria professional i cívica desenvolupada en els àmbits de l'empresa, la promoció cultural, l'impuls a la formació i el suport a un seguit d'iniciatives de caràcter social i solidari. En 2015 rep el Premi d'Honor de la Confederació Empresarial de la Província de Tarragona (CEPTA).